# Dystrykt Kgalagadi
Dystrykt Kgalagadi – jeden z 9 dystryktów Botswany, znajdujący się w południowo-zachodniej części kraju. Stolica dystryktu to Tshabong. W 2011 roku dystrykt ten zamieszkiwało 50,5 tys. ludzi. W 2001 roku liczba ludności wyniosła 42 049 osób.
Dystrykt Kgalagadi podzielony jest na dwa poddystrykty: Kgalagadi North i Kgalagadi South.